# Hilda Bernard
Hilda Sarah Bernard (Puerto Deseado, 1920. október 29. – Buenos Aires, 2022. április 20.) argentin színésznő.

## Fontosabb filmjei
Mozifilmek
- Mala Gente (1952)
- Historia de una soga (1956)
- Enigma de mujer (1956)
- Diapasón (1986)
- Elveszített testek (Corps perdus) (1989)
- Animalada (2001)
- Cselédszoba (Cama adentro) (2004)
- Jennifer’s Shadow (2004)

Tv-film
- El Tabarís, lleno de estrellas (2012)

Tv-sorozatok
- Malevo (1972–1973, 272 epizód)
- María de nadie (1985, 219 epizód)
- A titokzatos hölgy (La extraña dama) (1989, 1992, 139 epizód)
- Manuela (1991, 228 epizód)
- Chiquititas (1995–1997, 520 epizód)
- Rebelde Way (2002–2003, 130 epizód)
- Csacska angyal (Floricienta) (2004–2005, 138 epizód)
- Se dice amor (2005–2006, 255 epizód)
- Los exitosos Pells (2008, 77 epizód)